# Acanthodactylus tilburyi
Acanthodactylus tilburyi este o specie de șopârle din genul Acanthodactylus, familia Lacertidae, ordinul Squamata, descrisă de Arnold 1986. A fost clasificată de IUCN ca specie cu risc scăzut. Conform Catalogue of Life specia Acanthodactylus tilburyi nu are subspecii cunoscute.